# Naftan
Otwarta Spółka Akcyjna Naftan (biał. ААТ Нафтан, ros. Открытое акционерное общество «Нафтан»), Rafineria w Nowopołocku (biał. Наваполацкі нафатаперапрацоўчы завод, ros. Новополоцкий НПЗ) – rafineria ropy naftowej zlokalizowana w pobliżu Nowopołocka, w obwodzie witebskim, na Białorusi. Wchodzi w skład państwowego koncernu Biełnieftiechim.
Jest najstarszą i jedną z dwóch rafinerii ropy naftowej na Białorusi. Jej zdolności przerobowe wynoszą 11 mln ton ropy rocznie. W przeciwieństwie do rafinerii w Mozyrzu, rafineria nowopołocka jest w 100% kontrolowana przez państwo białoruskie.

## Historia
Rafineria w Nowopołocku powstała jako część przemysłu ciężkiego Związku Sowieckiego, jako pierwsza rafineria ropy naftowej w Białoruskiej SRR. Rady Ministrów ZSRR wydała zarządzenie o jej budowie 6 sierpnia 1958. Kryteriami, które zdecydowały o budowie zakładu w okolicy Połocka były bliskość zachodnich granic państwa, co miało ułatwiać eksport do krajów Europy Zachodniej, konieczność zaopatrzenia zachodnich regionów Związku Sowieckiego w produkty naftowe oraz bliskość połockiego węzła komunikacyjnego. Razem z rafinerią powstało miasto Nowopołock.
Pierwsza partia benzyny została wyprodukowana 9 lutego 1963. W 1964 oddano do użytku instalację do reformingu katalitycznego benzyny, a rok później kolejny kompleks do rafinacji ropy naftowej, a także instalacje do produkcji olejów, hydrorafinacji oleju napędowego, odsiarczania gazów suchych oraz do produkcji kwasu siarkowego i siarkowodoru.
Po upadku ZSRS stała się własnością białoruską i ze względu na brak złóż ropy naftowej na Białorusi znalazła się w znacząco odmiennej sytuacji gospodarczej. Do 2019 większość przerabianej ropy pochodziła z Rosji i dostarczana była rurociągiem „Przyjaźń”. Sporadycznie, głównie ze względu na ochłodzenie białorusko-rosyjskich relacji politycznych, rafineria zaopatrywana była surowcem z Wenezueli, Iranu i Azerbejdżanu, jednak z powodów ekonomicznych i trudności logistycznych zrezygnowano z kupna nierosyjskiej ropy.
W niepodległej Białorusi zakład przechodzi etapową przebudowę, która pozwoliła na wytwarzanie produktów zgodnych z europejskimi normami oraz na zwiększenie produkcji. W ostatnich latach powstały m.in. nowa instalacja destylacji rurowo-wieżowej oraz opóźnionego koksowania. W efekcie zakład oceniany jest jako nowoczesny.
W kwietniu 2019 rafineria otrzymała zanieczyszczoną ropę, co wymusiło ograniczenie produkcji i w konsekwencji eksportu. Od stycznia do marca 2020 Rosja wstrzymała dostawy ropy na Białoruś, co wymusiło znacznie ograniczenie produkcji. Z powodu tych sytuacji oraz ponownego zaostrzenia stosunków białorusko-rosyjskich, władze białoruskie rozpoczęły poszukiwanie możliwości dywersyfikacji źródeł dostaw ropy. W 2020 Białoruś zakupiła surowiec z Norwegii, Azerbejdżanu, Arabii Saudyjskiej oraz Stanów Zjednoczonych, były to jednak kontrakty krótkoterminowe.
Z powodu protestów po wyborach prezydenckich na Białorusi 9 sierpnia 2020 i związanych z nimi krytyki władz białoruskich przez państwa zachodu, istniała obawa, że zakontraktowane dostawy ropy ze Stanów Zjednoczonych zostaną objęte sankcjami. Jednak zgodnie z planem w sierpniu 2020 dostawy specjalnie stworzonego dla Rafinerii Naftan analogu rosyjskiej ropy Urals dotarły do portu w Kłajpedzie, a następnie koleją do Nowopołocka.

## Sankcje
W 2011 roku, po stłumieniu protestów opozycji po wyborach prezydenckich w 2010, Stany Zjednoczone nałożyły sankcje na kilka białoruskich przedsiębiorstw państwowych, w tym na Naftan. Obywatelom USA zabroniono prowadzenia interesów z kilkoma firmami konglomeratu Belneftekhim: rafinerią Naftan, producentem nawozów Grodno Azot, producentem włókien Grodno Chimvolokno i fabryką opon Biełszyna.
Sankcje wobec Naftana i innych firm Belneftekhim zostały tymczasowo zawieszone w 2015
W kwietniu 2021 odnowiono sankcje wobec Naftana.
Również w 2022 roku Naftan znalazł się na listach sankcyjnych UE, Szwajcarii, Kanady i Ukrainy.

## Produkty
Rafineria w Nowopołocku wytwarza paliwa samochodowe, asfalt, oleje (zarówno silnikowe, hydrauliczne, jak i inne), rozpuszczalniki, węglowodory aromatyczne oraz inne produkty ropopochodne.

## Znaczenie gospodarcze
Rafineria w Nowopołocku wraz z drugą białoruską rafinerią w Mozyrzu należą do kluczowych przedsiębiorstw gospodarki białoruskiej oraz są jednymi z największych białoruskich eksporterów (w 2011 produkty naftowe stanowiły 34,3% białoruskiego eksportu), co czyni z nich, obok przedsiębiorstwa Biełaruśkalij, główne źródła pozyskiwania twardej waluty dla budżetu państwa. Głównymi zagranicznymi odbiorcami produktów rafinerii są państwa Unii Europejskiej (44% eksportu) oraz Ukraina (22,5% eksportu).
Wpływy z sektora naftowego stanowią do 30% dochodów białoruskiego budżetu. Dochody rafinerii wykorzystywane są przez władze do wspierania niskodochodowych lub nierentownych sektorów gospodarki. Rentowność samych rafinerii jest uzależniona od cen rosyjskiej ropy i w niektórych latach kończyły one rok księgowy z deficytem.